# Pankromatisk film
Pankromatisk film är avsedd att vara känslig för olika färger som det mänskliga ögat. Svartvit film som tillverkas för allmänfotografering är pankromatisk.
Vill man simulera ortokromatisk film används ett grönfilter framför objektivet.
Typiska pankromatiska filmer är Tri-X, T-Max (Kodak) HP5, FP4, och Pan-F (Ilford) m fl.
Dessa filmer uppvisar god känslighet i konstljus.
Silverhalogenider som används i filmemulsionen är endast känsliga för blått och ultraviolett ljus, men genom att tillsätta en rad sensibiliseringsämnen erhålls pankromatisk film.